# L'Anniversaire de Porky
Pour plus de détails, voir Fiche technique et Distribution.
L'Anniversaire de Porky (Porky's Party) est un court métrage d'animation de la série américaine Looney Tunes réalisé par Bob Clampett, produit par les Leon Schlesinger Productions et sorti en 1938.